# Samaná (schiereiland)
Samaná is een schiereiland in het noordoosten van de Dominicaanse Republiek. Op het schiereiland ligt de provincie Samaná. In feite is het een voortzetting van de Cordillera Septentrional. Hierdoor is het een geaccidenteerd gebied met verschillende bergen, voornamelijk bestaande uit kalksteen. De maximale hoogte is 606 meter.
Er is veel regenval. Er is alleen secundair woud over. Het schiereiland is van het eiland Hispaniola gescheiden door moerassige grond.
Op het schiereiland bevinden zich drie beschermde natuurgebieden:
- Cabo Cabrón, 36km² groot, IUCN-categorie II, Nationaal park
- Cabo Samaná, 9 km² groot, IUCN-categorie III, Natuurmonument
- Salto El Limón, 16km² groot, IUCN-categorie III, Natuurmonument